# Clematis recta
Clematis recta L. es una especie fanerógama de la familia de las ranunculáceas.

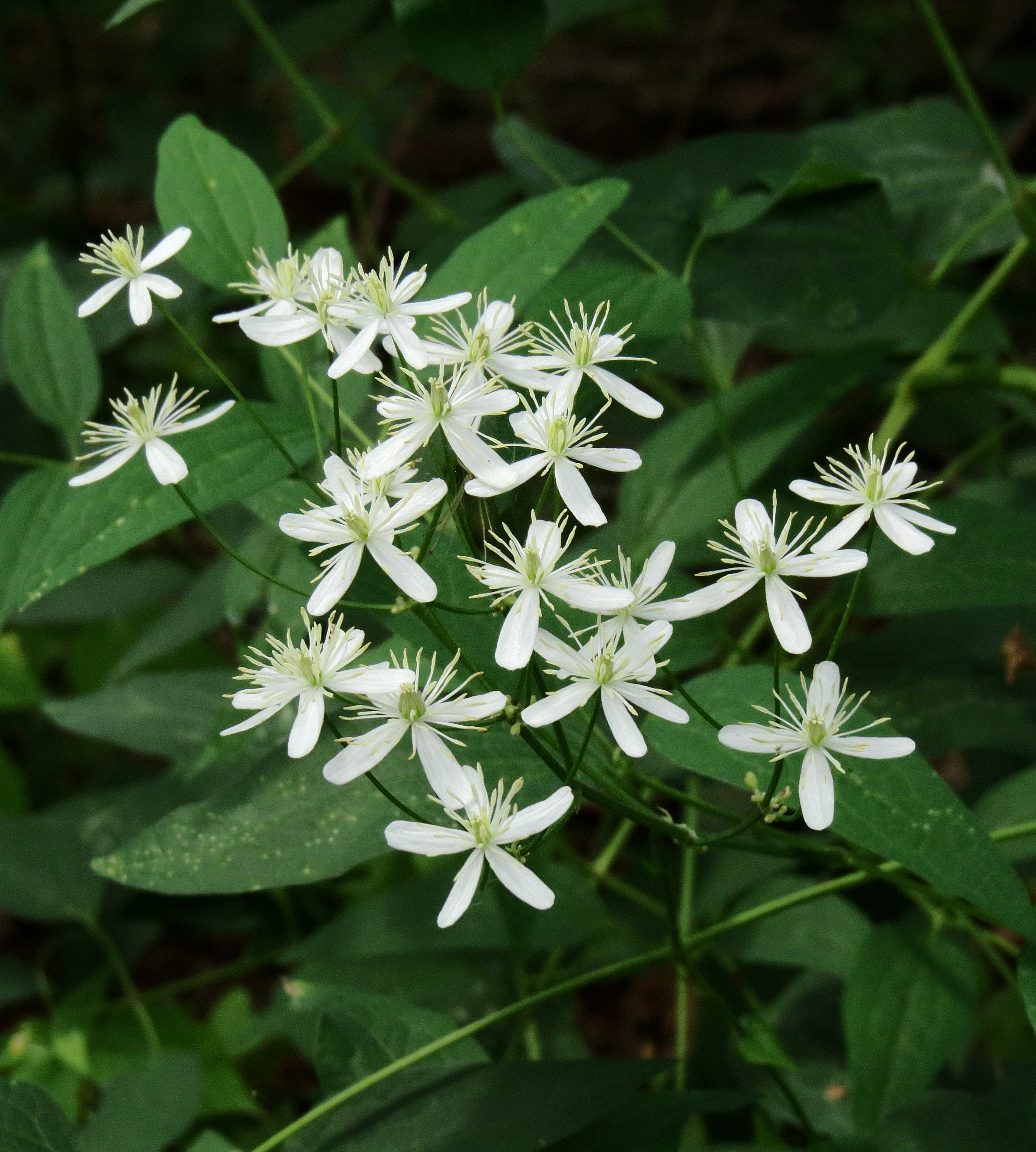
Flores.

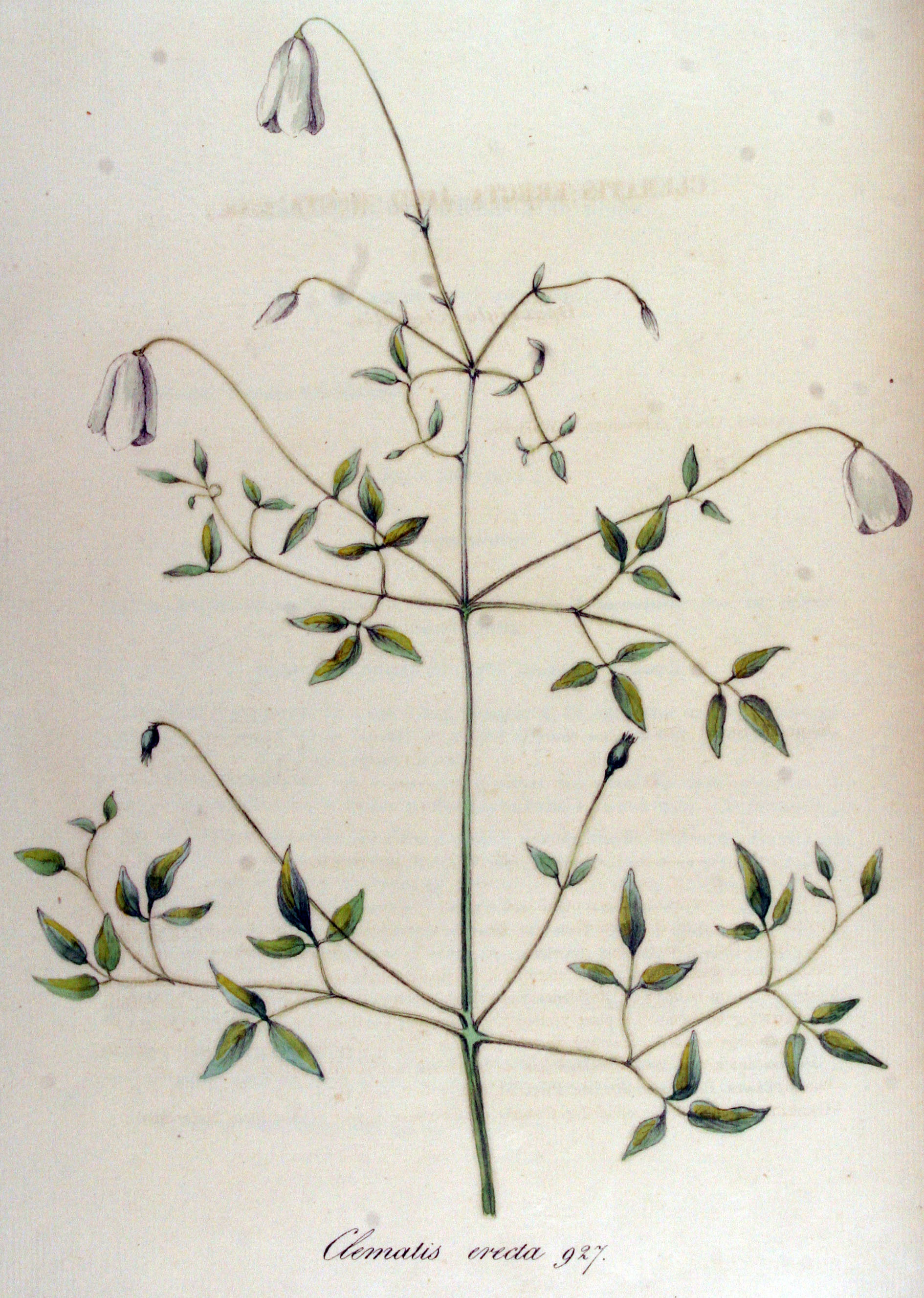
Ilustración de Flora Batava

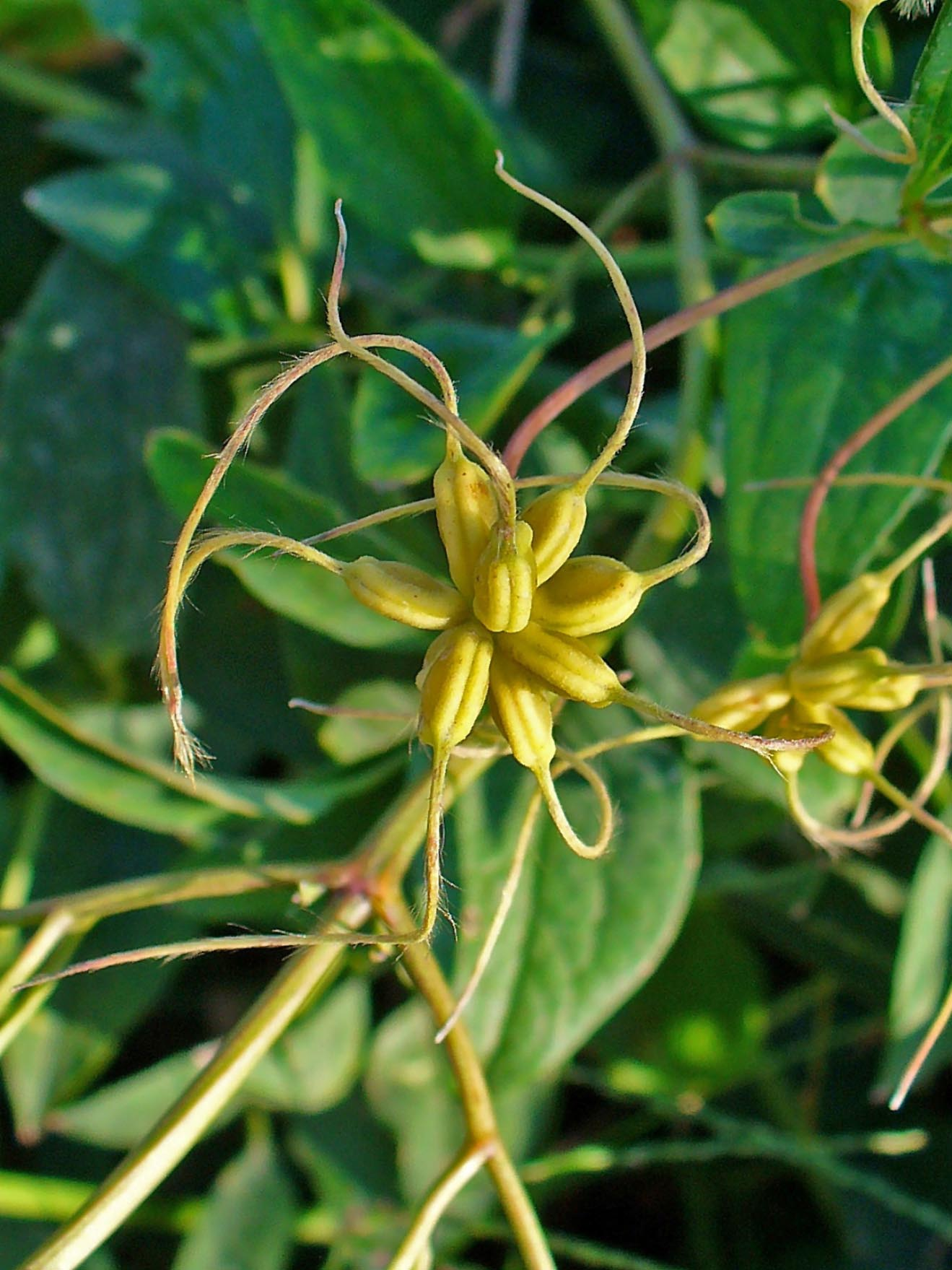
Detalle

## Distribución y hábitat
Es una planta original de Europa central y oriental, en España se encuentran en la zona norte y centro, repartidas por praderas secas y setos. 

## Descripción
Es una planta herbácea vivaz que alcanza un metro de altura y 75 cm de diámetro. Tallo erecto con flores pequeñas de color blanco. El follaje es de color gris-verde, y florece en (julio a octubre). Las pequeñas flores estrelladas se encuentran en panículas terminales  con pétalos de 1 a 2 cm de diámetro  de color blanco crema  y muy fragantes. Los frutos tienen plumas muy decorativas.

## Propiedades
- Utilizada en tiempos antiguos en farmacia.
- Usada en homeopatía contra las erupciones cutáneas y afecciones reumáticas.
- Utilizada como diurética y diaforética.
- Rubefaciente por vía externa.

## Taxonomía
Clematis recta fue descrita por Carlos Linneo y publicado en Species Plantarum 1: 544, en el año 1753.
Citología
Números cromosomáticos de Clematis recta  (Fam. Ranunculaceae) y táxones infraespecificos: 
2n=16
Etimología
Clematis: nombre genérico que proviene del griego klɛmətis. (klématis) "planta que trepa".
recta: epíteto latino que significa "erecta, rígida".
Sinonimia
- Clematis lathyrifolia Bess. ex Reichenb.[5]
- Clematis erecta  sensu Willk.
- Clematis hispanica Mill.[6]
- Clematis chinensis Osbeck
- Clematitis recta (L.) Moench[7]
- Anemone recta (L.) K.Krause
- Clematis bracteosa Banks ex Steud.
- Clematis corymbosa Poir.
- Clematis tenuiflora DC.
- Clematis umbraticola  Schur[8]

## Nombres comunes
- Castellano: centoria, clemátide Erecta, clematites, enredadera baja, flámula de Júpiter, flámula recta, hierba de pordioseros, revientabuey.[9]